# María Cadilla
María Cadilla Colón de Martínez (Arecibo, 21 de diciembre de 1886-ibídem, 23 de agosto de 1951) fue una escritora, educadora, historiadora, folclorista, feminista y activista por los derechos de las mujeres puertorriqueña, y una de las primeras mujeres en obtener un título de doctorado en Puerto Rico. Fue esposa del pintor Julio T. Martínez.

## Vida y obra

### Primeros años
Fue hija de Armindo Cadilla y Fernández y Catalina Colón y Nieves. Cadilla nació y se crio en la ciudad noroccidental de Arecibo, Puerto Rico, donde recibió su educación primaria y secundaria hasta graduarse en 1902; un año después, contrajo matrimonio con Julio Tomás Martínez. Se matriculó en la Universidad de Puerto Rico, donde obtuvo en 1906 su licenciatura en artes y educación.
Ejerció las labores de docencia en algunos de los pueblos que rodean el área metropolitana San Juan. Tras un corto período de tiempo, viajó a Estados Unidos, donde obtuvo el título de profesora. Después de regresar a la isla, asistió a la Academia de Francisco Oller y tomó clases de artes plásticas. El Ateneo de Puerto Rico le otorgó un premio por una de sus obras en 1914. 
Posteriormente, obtuvo el grado de maestría en la Universidad de Puerto Rico; al poco tiempo, viajó a España donde asistió a la Universidad Central de Madrid, donde fue alumna del escritor español Américo Castro y del poeta Dámaso Alonso. Obtuvo su Doctorado en 1933 con la tesis La Poesía Popular de Puerto Rico.

### Activismo
Cadilla fue una activista de los derechos de las mujeres. Perteneció a la Liga Cívica de Puerto Rico y a la Asociación de Mujeres Votantes, agrupaciones que lucharon por el derecho al voto femenino. Por otro lado, fue una de las fundadoras de la Asociación de Mujeres graduadas de la Universidad de Puerto Rico, agrupación que buscaba aumentar la inserción de la mujer en diversos ámbitos del quehacer nacional.
Además, fue miembro de la Academia de Historia de Puerto Rico y de la República Dominicana, las sociedades folclóricas de México y Uruguay, y de la Academia de la Historia de Francia. Recibió premios y reconocimientos en su país natal, Argentina, Estados Unidos y la India.

### Labor literaria
Junto a los trabajos de John Alden Mason y Rafael W. Ramírez, María Cadilla publicó algunos de los primeros estudios sobre aspectos de la literatura popular y folklore puertorriqueño.

#### Obras selectas
- Cuentos a Lilliam (1925).
- Cazadera en el Alba (1933).
- La Poesía Popular de Puerto Rico (1933).
- La Campesina de Puerto Rico (1937).
- Costumbres y tradiciones de mi tierra (1938).
- Cuentos y Juegos infantiles de Puerto Rico (1940).
- Alturas Paralelas (1941).
- Hitos de la Raza (1945).
- Rememorando el Pasado Histórico (1946).
- Relieve Indígena